# Anthony Gill
Anthony Remeral Gill (Charlottesville, Virginia, 17 de octubre de 1992) es un jugador de baloncesto estadounidense que juega para los Washington Wizards de la NBA. Con 2,03 metros de altura, juega en la posición de Ala-pívot. 

## Trayectoria deportiva

### Universidad
Jugó una temporada con los Gamecocks de la Universidad de Carolina del Sur, en las que promedió 7,6 puntos, 4,4 rebotes y 1,1 asistencias por partido. Tras esa primera temporada, y después de la destitución de su entrenador, pidió ser transferido.
A pesar del interés de Ohio State y North Carolina, finalmente se decantó por los Cavaliers de la Universidad de Virginia, donde jugó tres temporadas más, en las que promedió 11,3 puntos y 5,5 rebotes por partido.

#### Estadísticas
| Año     | Equipo         | PJ  | PT | MPP  | %TC  | %3P   | %TL  | RPP | APP | ROB | TPP | PPP  |
| ------- | -------------- | --- | -- | ---- | ---- | ----- | ---- | --- | --- | --- | --- | ---- |
| 2011–12 | South Carolina | 31  | 26 | 25.3 | .453 | .393  | .646 | 4.7 | 1.1 | 0.5 | 0.3 | 7.6  |
| 2013–14 | Virginia       | 34  | 6  | 19.8 | .587 | -     | .627 | 4.0 | 0.4 | 0.3 | 0.5 | 8.6  |
| 2014–15 | Virginia       | 34  | 30 | 25.3 | .582 | .000  | .677 | 6.5 | 0.9 | 0.9 | 0.5 | 11.6 |
| 2015–16 | Virginia       | 37  | 37 | 28.0 | .580 | 1.000 | .746 | 6.1 | 0.8 | 0.6 | 0.6 | 13.8 |
| Total   | Total          | 139 | 99 | 24.6 | .556 | .419  | .680 | 5.3 | 0.8 | 0.6 | 0.5 | 10.5 |

### Profesional

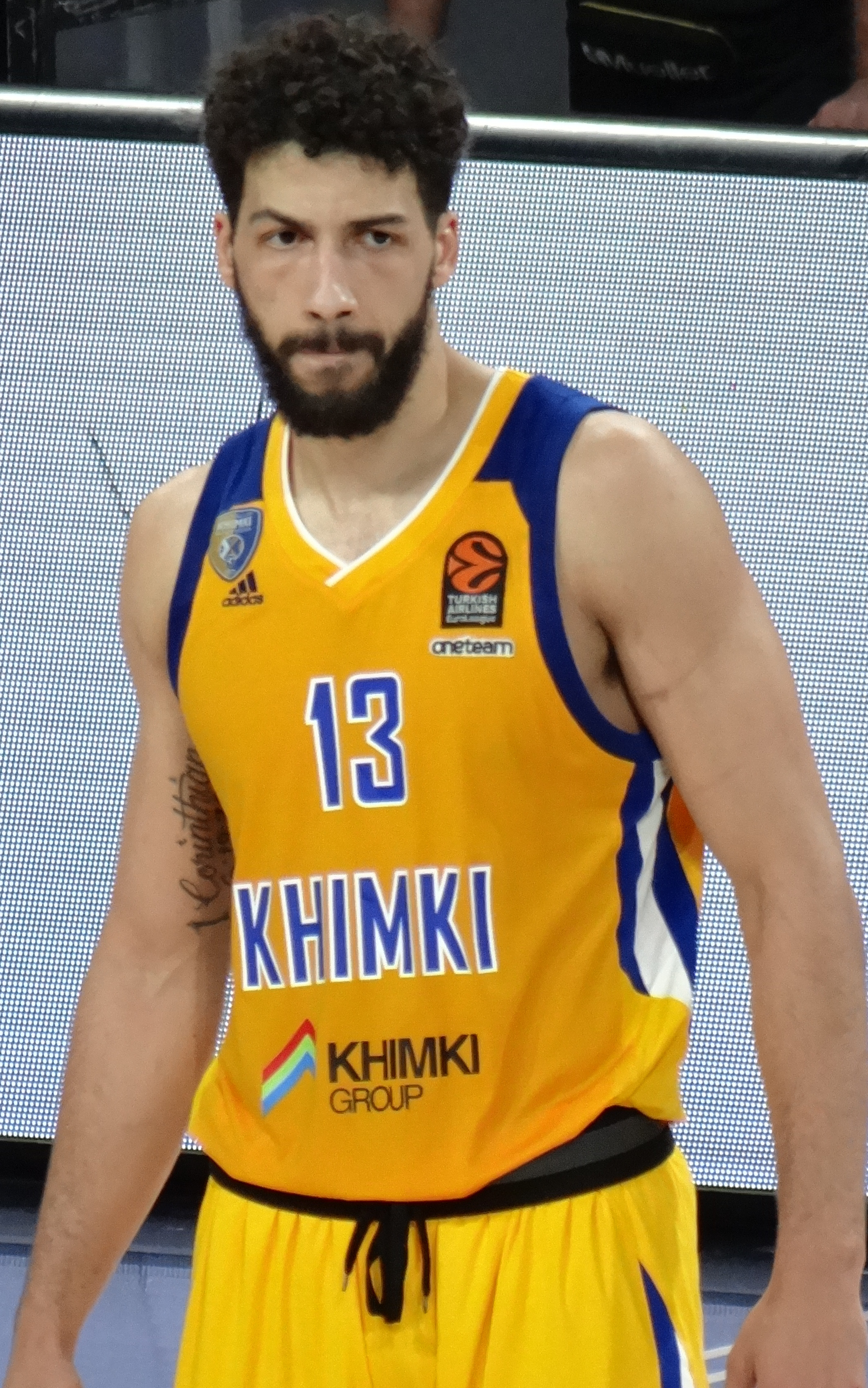
Gill con el Khimki en 2018.

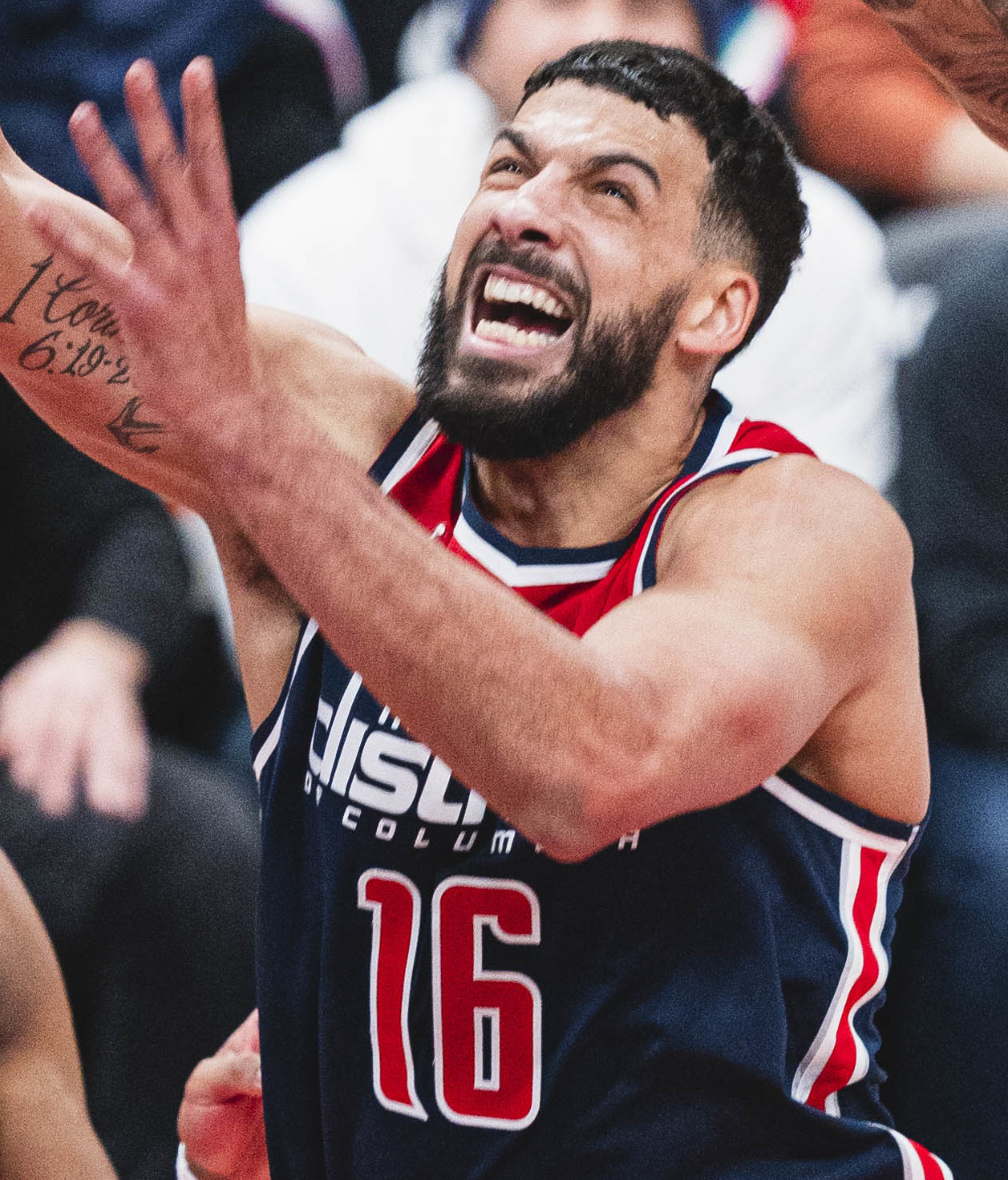
Gill con los Wizards en 2023.

En julio de 2016, fichó por el equipo alemán del MHP RIESEN Ludwigsburg que jugaba en la BBL league, pero un mes después el jugador abandona el club germano para fichar por el Yeşilgiresun Belediyespor Kulübü de Turquía.
En julio de 2017 fichó por el Khimki BC ruso.  El 3 de agosto de 2020, Gill rescince su contrato con el equipo.
Después de tres años en Rusia, el 30 de noviembre de 2020, firma un contrato de dos años con Washington Wizards.
El 1 de julio de 2022, renueva por otras dos temporadas con el equipo de Washington.
A finales de julio de 2024 renueva con los Wizards.
En agosto de 2025 renueva por una temporada con los Wizards.

## Estadísticas de su carrera en la NBA

### Temporada regular
| Año     | Equipo     | PJ  | PT | MPP  | %TC  | %3P  | %TL  | RPP | APP | ROB | TPP | PPP |
| ------- | ---------- | --- | -- | ---- | ---- | ---- | ---- | --- | --- | --- | --- | --- |
| 2020-21 | Washington | 26  | 4  | 8.4  | .500 | .292 | .813 | 2.0 | .4  | .4  | .2  | 3.1 |
| 2021-22 | Washington | 44  | 0  | 10.5 | .569 | .538 | .808 | 1.9 | .6  | .1  | .3  | 4.1 |
| 2022-23 | Washington | 59  | 8  | 10.6 | .538 | .138 | .731 | 1.7 | .6  | .1  | .2  | 3.3 |
| 2023-24 | Washington | 50  | 3  | 9.3  | .469 | .244 | .806 | 1.9 | .7  | .3  | .2  | 3.8 |
| 2024-25 | Washington | 51  | 0  | 7.8  | .489 | .323 | .660 | 1.3 | .3  | .2  | .0  | 2.5 |
| Total   | Total      | 230 | 15 | 9.4  | .512 | .298 | .751 | 1.7 | .5  | .2  | .2  | 3.4 |

### Playoffs
| Año   | Equipo     | PJ | PT | MPP | %TC  | %3P  | %TL | RPP | APP | ROB | TPP | PPP |
| ----- | ---------- | -- | -- | --- | ---- | ---- | --- | --- | --- | --- | --- | --- |
| 2021  | Washington | 4  | 0  | 8.2 | .000 | .000 | -   | 1.0 | .0  | .0  | .0  | .0  |
| Total | Total      | 4  | 0  | 8.2 | .000 | .000 | -   | 1.0 | .0  | .0  | .0  | .0  |